# Lelo por Georgia
Lelo por Georgia (en georgiano: ლელო საქართველოსთვის, lit. 'intento por Georgia') es un partido político de centro liberal en Georgia, fundado a finales de 2019 por los empresarios Mamuka Jazaradze y Badri Japaridze. Otros partidos políticos, como el Movimiento de Desarrollo de Davit Usupashvili y el Partido Nuevas Derechas de Pikria Chijradze.

## Ideología
El partido se autodefine como centrista y europeista, que pretende trascender la dicotomía entre el Sueño Georgiano y el Movimiento Nacional Unido. 
El partido ha criticado periódicamente al gobierno por diversas políticas, incluidas las relaciones con Rusia y los grandes proyectos de infraestructura.El partido apoya el establecimiento de un salario mínimo, bajas de maternidad y el establecimiento de tasas de pago de horas extras, pero no apoya la institución del seguro de desempleo.El partido también ha atraído a varias figuras políticas de centro izquierda, como Grigol Gegelia.Otros objetivos del partido son la lucha contra el hambre infantil, un Estado orientado al desarrollo y una política verde.
Lelo por Georgia busca el restablecimiento del "estado de derecho" y la independencia total del poder judicial de la clase política, ligado a las controversias relacionadas con procesos y detenciones supuestamente "motivados políticamente". Los dos fundadores del partido, Mamuka Jazaradze y Badri Japaridze, estaban siendo investigados por lavado de dinero, que, según afirmaban, tenía motivaciones políticas. Tanto la Embajada de los Estados Unidos de América en Georgia como el Defensor del Pueblo de Georgia, se mostraron preocupados por el contexto y contenido de las investigaciones, así como Transparencia Internacional. El caso fue desestimado en 2022, y Jazaradze y Japaridze fueron absueltos de todos los cargos de blanqueo de dinero.
A nivel europeo, el partido es miembro de pleno derecho de la Alianza de los Liberales y Demócratas por Europa.

## Historia
Jazaradze y algunos de sus socios habían creado un movimiento público en septiembre de 2019. Jazaradze es cofundador del TBC Bank y del Consorcio de Desarrollo de Anaklia.
En las elecciones parlamentarias de Georgia de 2020, el partido afirmó que buscaba "derrotar el sistema bipolar" dominante en Georgia, aunque son cercanos a la alianza de oposición liderada por el Movimiento Nacional Unido. Los diputados de Lelo anunciaron un boicot al Parlamento por supuestas irregularidades en las elecciones, que duró casi 5 meses. El 19 de abril de 2021, por mediación del presidente del Consejo Europeo, Charles Michel, se llegó a un acuerdo entre la oposición y Sueño Georgiano, como resultado del cual 12 diputados de la oposición, entre ellos 4 miembros de Lelo, ingresaron al parlamento.
El partido se unió a una declaración de otros 14 partidos en el verano de 2021 para defender los derechos LGBT en Georgia en el período previo a la marcha del Orgullo en Tiflis.
El 2 de julio de 2023, David Usupashvili se reunió con Tigrán Jzmalyan, presidente del Partido Europeo de Armenia, y discutieron las posibilidades de cooperación entre los dos partidos políticos. Tras las protestas en Georgia de 2023 contra la ley de agentes extranjeros, la presidenta del país Salomé Zurabishvili promovió el Estatuto de Georgia, un plan para la próxima legislatura en con el objetivo de satisfacer las demandas de los manifestantes y acercar al país a la Unión Europea. Lelo, junto con otros partidos de la oposición al gobierno de Sueño Georgiano se adhirieron al estatuto el 4 de junio de 2024.El 17 de julio de 2024, el partido firmó un acuerdo para acudir a las elecciones al parlamento de Georgia de 2024 en coalición con Para la Gente y el movimiento Plaza de la Libertad.

## Resultados electorales

### Elecciones parlamentarias
| Elección | Votos  | %    | Representantes | +/–         | Posición | Coalición |
| -------- | ------ | ---- | -------------- | ----------- | -------- | --------- |
| 2020     | 60.712 | 3,15 | 4/150          | Sin cambios | 4º       |           |

### Elecciones locales
| Election | Votes  | %    | Seats   | +/–   |
| -------- | ------ | ---- | ------- | ----- |
| 2021     | 47.838 | 2,71 | 29/2068 | Nuevo |